# Герои по найму
Герои по найму (англ. Heroes for Hire) — вымышленная команда супергероев из комиксов издательства Marvel Comics. Команда впервые появилась в комиксе Power Man and Iron Fist #54 (декабрь 1978) за авторством писателя Эда Ханнигана и художника Ли Элайаса. Изначальная команда состояла из Люка Кейджа и Железного Кулака, которые создали компанию, оказывающую клиентам услуги супергероев. Позднее состав команды многократно менялся. Трижды Герои по найму получали собственные серии комиксов, выходившие в 1997—1998, 2006—2007 и 2010—2011 годах, а в 2012 году выходил спин-офф про Злодеев по найму.

## История публикаций
Концепция супергероя, работающего по найму, возникла ещё в первом номере сольной серии комиксов о Люке Кейдже в 1972 году и была сформулирована в самом названии: «Люк Кейдж, герой по найму» (Luke Cage, Hero for Hire). В ней главный герой, сбежавший из тюрьмы афроамериканец из Гарлема, который не может устроиться на работу. Для него сверхспособности — это бремя, поскольку он опасается, что их демонстрация привлечёт к нему ненужное внимание. Слоняясь по улицам, Кейдж сталкивается с вооружённым преступником, который только что ограбил закусочную, и обезвреживает его. Получив от владельца закусочной вознаграждение за поимку грабителя, Кейдж решает зарабатывать на жизнь подобными услугами. Он открывает свой офис над театром Джем и раздаёт визитки, рекламируя себя, как «героя по найму». Кейдж стал первым «профессиональным» супергероем в комиксах Marvel.
В 1978 году в сольную серию о Люке Кейдже добавили второго главного героя, мастера единоборств Железного Кулака, а название серии было изменено на Power Man and Iron Fist. Также героям часто помогал дуэт Мисти Найт и Коллин Винг, известных вместе как Дочери Дракона. Тандем главных героев вместе основал компанию Heroes for Hire, Inc. и зарабатывал на жизнь тем, что предоставлял клиентам за деньги (а иногда и бескорыстно) свои услуги в качестве телохранителей, частных детективов и наёмных бойцов. Совместная серия о Люке Кейдже и Железном Кулаке продолжалась до 1986 года и была завершена после 125 номера.
Новая серия комиксов, посвящённых команде Героев по найму, увидела свет лишь в 1997 году. Marvel Comics после двух глобальных кроссоверов Onslaught и Heroes Reborn готовили к перезапуску ряд своих основных серий, в том числе о Мстителях и Фантастической четвёрке, а потому создавались новые серии с целью компенсировать временную нехватку комиксов о командах супергероев. Одной из таких серий стали Heroes for Hire за авторством писателя Роджера Стерна (после первого номера его сменил Джон Острандер) и художника Паскуаля Ферри. Костяк новой команды Героев по найму вновь составили Люк Кейдж и Железный Кулак, а в помогали им Чёрный рыцарь (Дэйн Уитман), Геркулес и новая героиня, использующая уже известный по прошлым комиксам псевдоним Белой Тигрицы. Также команде в разных ситуациях ассистировали такие персонажи как Дэдпул, Человек-муравей (Скотт Лэнг), Женщина-Халк и Шан-Чи. Несмотря на попытки авторов подогреть читательский интерес включением в сюжет популярных героев вроде Карателя и Росомахи, серия не стала успешной и была завершена после 19-го выпуска в ноябре 1998 года.
Вторая попытка запустить серию о Героях по найму (Heroes for Hire, vol. 2) была предпринята Marvel Comics после глобального кроссовера 2006 года «Гражданская война». После событий кроссовера большинство супергеройских команд распались или существенно изменили состав, супергерои разделились на тех, кто поддержал обязательную регистрацию правительством, и тех, кто выступил против и ушёл в подполье. Новые Герои по найму, на этот раз возглавляемые Мисти Найти и Коллин Винг, стали командой охотников за головами, работающих на правительство. Также в состав команды вошли Шан-Чи, Хамбаг, Чёрная кошка, Орка, Паладин и новая женская версия Тарантула. Изначально серию создавали писатели Джастин Грей и Джимми Пальмиотти вместе с художником Билли Туччи, позднее авторскую группу поменяли на писателя Зеба Уэллса и художников Клея Манна и Эла Рио.
Эта серия отметилась скандалом, когда на обложке 13 номера японская художница Сана Такеда изобразила трёх героинь (Найт, Винг и Чёрную Кошку), полуобнажённых, скованных цепями и в окружении сочащихся слизью щупалец. В блогах, посвящённых комиксам, поднялась волна возмущения откровенностью изображения и намёками на сексуальное насилие. В числе осудивших обложку была художница Лия Эрнандес, написавшая открытое письмо тогдашнему главному редактору Marvel Джо Кесада. Позднее Кесада отмечал, что читатели увидели в обложке не тот смысл, который закладывала художница и редакторы Marvel. В декабре 2007 года эта серия комиксов завершилась на 15 выпуске.
Третья версия Героев по найму получила собственную серию комиксов в 2010 году. Над ней работали писатели Дэн Абнетт и Энди Ланнинг, а художниками были Брэд Уокер, Роберт Аткинс, Тим Сили и Кайл Хотц. В этой версии Мисти Найт выступала координатором группы наёмников, состав которой постоянно менялся. В разное время в неё входили Чёрная вдова, Электра, Сокол, Призрачный гонщик (Джонни Блейз), Железный Кулак, Лунный рыцарь, Паладин, Каратель, Серебряный Соболь и Человек-паук. От концепции команды супергероев, которым платят за их услуги, в этот раз авторы отказались. В 2012 году сюжетная ветка из этой серии перекочевала в новую серию из пяти номеров, получившую название «Злодеи по найму» (Villains for Hire), над которой вновь работали Абнетт и Ланнинг. Сюжет этого комикса строился вокруг противостояния двух групп злодеев, одной из которых управляла Мисти Найт, тайно работавшая вместе с Кукловодом, а другой — Пурпурный человек.

## Авторы

### Volume One
Писатели
- Джон Острандер: Heroes for Hire v1 #1-19 (май 1997 — ноябрь 1998)
- Роджер Стерн: Heroes for Hire v1 #1 (май 1997)

Художники
- Паскуаль Ферри: Heroes for Hire v1 #1-10, 12, 15-16, 18-19 (май 1997 — февраль 1998, апрель 1998, июль-август 1998, октябрь-ноябрь 1998)
- Скотт Колинз: Heroes for Hire v1 #11 (март 1998)
- Мартин Эгелард: Heroes for Hire v1 #13, 17 (май 1998, сентябрь 1998)
- Мэри Митчелл: Heroes for Hire v1 #14 (июнь 1998)

### Volume Two
Писатели
- Джастин Грей: Heroes for Hire v2 #1-7 (август 2006 — февраль 2007)
- Джимми Пальмиотти: Heroes for Hire v2 #1-7 (август 2006 — февраль 2007)
- Зеб Уэллс: Heroes for Hire v2 #7-15 (февраль-ноябрь 2007)

Художники
- Билли Туччи: Heroes for Hire v2 #1-4 (август-ноябрь 2006)
- Фрэнсис Портела: Heroes for Hire v2 #2-5 (сентябрь-декабрь 2006)
- Эл Рио: Heroes for Hire v2 #6-8 (январь-март 2007)
- Клей Манн: Heroes for Hire v2 #9-14 (апрель-октябрь 2007)
- Элвин Ли: Heroes for Hire v2 #14-15 (октябрь-ноябрь 2007)
- Леонард Кирк: Heroes for Hire v2 #15 (ноябрь 2007)
- Але Гарса: Heroes for Hire v2 #15 (ноябрь 2007)
- Джеймс Кордейро: Heroes for Hire v2 #15 (ноябрь 2007)

### Volume Three
Писатели
- Дэн Абнетт: Heroes for Hire v3 #1-12 (декабрь 2010 — октябрь 2011)
- Энди Ланнинг: Heroes for Hire v3 #1-12 (декабрь 2010 — октябрь 2011)

Художники
- Брэд Уокер: Heroes for Hire v3 #1-3, 6, 8, 12 (декабрь 2010 — февраль 2011, май 2011, июнь 2011, октябрь 2011)
- Роберт Аткинс: Heroes for Hire v3 #4-5 (март-апрель 2011)
- Тим Сили: Heroes for Hire v3 #7 (май 2011)
- Кайл Хотц: Heroes for Hire v3 #9-11 (июль-сентябрь 2011)